# Баньолас
Баньо́лас (кат. Banyoles) - місто, розташоване в Автономній області Каталонія в Іспанії. 
Знаходиться у районі (кумарці) Пла-да-л'Астань провінції Жирона, згідно з новою адміністративною реформою перебуватиме у складі баґарії Жирона.

## Населення
Населення міста (у 2007 р.) становить 17 451 осіб (з них менше 14 років - 17,2%, від 15 до 64 - 65,9%, понад 65 років - 
16,9%). У 2006 р. народжуваність склала 237 осіб, смертність - 134 осіб, приріст населення склав 78
осіб. У 2001 р. активне населення становило 7.055 осіб, з них безробітних - 452 осіб. 

Серед осіб, які проживали на території міста у 2001 р., 11.512 осіб народилися в Каталонії (з них
7.581 осіб у тому самому районі, або кумарці), 1.440 осіб приїхало з інших областей Іспанії, а 1.280 осіб приїхало з-за кордону. 

Університетську освіту має 13,7
% усього населення. 

У 2001 р. нараховувалося 7.838 домогосподарств (з них 64,4% складалися з однієї особи, 14,1% з двох осіб,
9,3% з 3 осіб, 7,6% з 4 осіб, 2,8% з 5 осіб, 1
% з 6 осіб, 0,2% з 7 осіб, 0,2% з 8 осіб і 0,3% з 9 і більше осіб).

Активне населення міста у 2001 р. працювало у таких сферах діяльності : у сільському господорстві - 2,8%, у промисловості - 31,7%, на будівництві - 11% і у сфері обслуговування -
54,6%. 

 У муніципалітеті або у власному районі (кумарці) працює 6.207 осіб, поза районом - 2.688 осіб. 

### Доходи населення
У 2002 р. доходи населення розподілялися таким чином :
| \| Доходи населення за статтями доходів \| Доходи населення за статтями доходів \| Доходи населення за статтями доходів \| \| Рік \| 2002 р. \| 2001 р. \| \| ------------------------------------ \| ------------------------------------ \| ------------------------------------ \| \| Заробітна платня \| 58,8% \| 58,8% \| \| Доходи від ведення бізнесу \| 29,4% \| 29,8% \| \| Соціальна допомога \| 11,8% \| 11,5% \| |         |         |
| Доходи населення за статтями доходів |         |         |
| Рік | 2002 р. | 2001 р. |
| Заробітна платня | 58,8%   | 58,8%   |
| Доходи від ведення бізнесу | 29,4%   | 29,8%   |
| Соціальна допомога | 11,8%   | 11,5%   |

### Безробіття
У 2007 р. нараховувалося 424 безробітних (у 2006 р. - 486 безробітних), з них чоловіки становили 45,8%, а жінки -
54,2%.

## Економіка
У 1996 р. валовий внутрішній продукт розподілявся по сферах діяльності таким чином :
| \| Валовий внутрішній продукт \| Валовий внутрішній продукт \| Валовий внутрішній продукт \| \| Рік \| 1996 р. \| 1991 р. \| \| -------------------------- \| -------------------------- \| -------------------------- \| \| Сільське господарство \| 1,6% \| 2,8% \| \| Промисловість \| 32,4% \| 36,1% \| \| Будівництво \| 10,6% \| 14,4% \| \| Послуги \| 55,4% \| 46,8% \| |         |         |
| Валовий внутрішній продукт |         |         |
| Рік | 1996 р. | 1991 р. |
| Сільське господарство | 1,6%    | 2,8%    |
| Промисловість | 32,4%   | 36,1%   |
| Будівництво | 10,6%   | 14,4%   |
| Послуги | 55,4%   | 46,8%   |

### Підприємства міста
Промислові підприємства.
| \| Промислові підприємства міста, за сферою діяльності \| Промислові підприємства міста, за сферою діяльності \| Промислові підприємства міста, за сферою діяльності \| \| Рік \| 2002 р. \| 2001 р. \| \| --------------------------------------------------- \| --------------------------------------------------- \| --------------------------------------------------- \| \| Енергетичні та водні ресурси \| 1,7% \| 1,8% \| \| Хімія та метали \| 4,7% \| 4,8% \| \| Переробка металів \| 44,8% \| 44,3% \| \| Продукти харчування \| 14,5% \| 15,0% \| \| Текстиль \| 11,6% \| 11,4% \| \| Виробництво меблів, видання \| 19,2% \| 18,6% \| \| Інше \| 3,5% \| 4,2% \| \| Усього підприємств \| 172 \| 167 \| |         |         |
| Промислові підприємства міста, за сферою діяльності |         |         |
| Рік | 2002 р. | 2001 р. |
| Енергетичні та водні ресурси | 1,7%    | 1,8%    |
| Хімія та метали | 4,7%    | 4,8%    |
| Переробка металів | 44,8%   | 44,3%   |
| Продукти харчування | 14,5%   | 15,0%   |
| Текстиль | 11,6%   | 11,4%   |
| Виробництво меблів, видання | 19,2%   | 18,6%   |
| Інше | 3,5%    | 4,2%    |
| Усього підприємств | 172     | 167     |

Роздрібна торгівля.
| \| Підприємства роздрібної торгівлі міста, за сферою діяльності \| Підприємства роздрібної торгівлі міста, за сферою діяльності \| Підприємства роздрібної торгівлі міста, за сферою діяльності \| \| Рік \| 2002 р. \| 2001 р. \| \| ------------------------------------------------------------ \| ------------------------------------------------------------ \| ------------------------------------------------------------ \| \| Продукти харчування \| 31,1% \| 31,3% \| \| Одяг та взуття \| 23,4% \| 23,6% \| \| Товари для дому \| 12,7% \| 13,3% \| \| Книги та періодичні видання \| 3,1% \| 3,5% \| \| Промислова хімічна продукція \| 7,9% \| 7,7% \| \| Продукція, пов'язана з транспортними засобами \| 2,8% \| 2,9% \| \| Інше \| 18,9% \| 17,7% \| \| Усього підприємств \| 354 \| 339 \| |         |         |
| Підприємства роздрібної торгівлі міста, за сферою діяльності |         |         |
| Рік | 2002 р. | 2001 р. |
| Продукти харчування | 31,1%   | 31,3%   |
| Одяг та взуття | 23,4%   | 23,6%   |
| Товари для дому | 12,7%   | 13,3%   |
| Книги та періодичні видання | 3,1%    | 3,5%    |
| Промислова хімічна продукція | 7,9%    | 7,7%    |
| Продукція, пов'язана з транспортними засобами | 2,8%    | 2,9%    |
| Інше | 18,9%   | 17,7%   |
| Усього підприємств | 354     | 339     |

Сфера послуг.
| \| Підприємства міста, що працюють у сфері послуг, за діяльністю \| Підприємства міста, що працюють у сфері послуг, за діяльністю \| Підприємства міста, що працюють у сфері послуг, за діяльністю \| \| Рік \| 2002 р. \| 2001 р. \| \| ------------------------------------------------------------- \| ------------------------------------------------------------- \| ------------------------------------------------------------- \| \| Гуртова торгівля \| 16,4% \| 16,3% \| \| Готелі та готельний бізнес \| 14,6% \| 14,6% \| \| Транспорт та зв'язок \| 13,7% \| 14,7% \| \| Посередницькі фінансові послуги \| 4,7% \| 4,8% \| \| Послуги підприємствам \| 10,8% \| 10,2% \| \| Послуги фізичним особам \| 30,9% \| 30,7% \| \| Нерухомість та ін. \| 9,0% \| 8,7% \| \| Усього підприємств \| 666 \| 645 \| |         |         |
| Підприємства міста, що працюють у сфері послуг, за діяльністю |         |         |
| Рік | 2002 р. | 2001 р. |
| Гуртова торгівля | 16,4%   | 16,3%   |
| Готелі та готельний бізнес | 14,6%   | 14,6%   |
| Транспорт та зв'язок | 13,7%   | 14,7%   |
| Посередницькі фінансові послуги | 4,7%    | 4,8%    |
| Послуги підприємствам | 10,8%   | 10,2%   |
| Послуги фізичним особам | 30,9%   | 30,7%   |
| Нерухомість та ін. | 9,0%    | 8,7%    |
| Усього підприємств | 666     | 645     |

## Житловий фонд
У 2001 р. 1,6% усіх родин (домогосподарств) мали житло метражем до 59 м², 21,7% - від 60 до 89 м², 38,6% - від 90 до 119 м² і
38,1% - понад 120 м².

З усіх будівель у 2001 р. 34,8% було одноповерховими, 33,8% - двоповерховими, 23,8
% - триповерховими, 4,5% - чотириповерховими, 1,9% - п'ятиповерховими, 0,9% - шестиповерховими,
0,2% - семиповерховими, 0,2% - з вісьмома та більше поверхами.

## Автопарк
| \| Автомобілі, зареєстровані у місті, за призначенням \| Автомобілі, зареєстровані у місті, за призначенням \| Автомобілі, зареєстровані у місті, за призначенням \| \| Рік \| 2006 р. \| 2005 р. \| \| -------------------------------------------------- \| -------------------------------------------------- \| -------------------------------------------------- \| \| Приватні автомобілі \| 69,5% \| 70,3% \| \| Мотоцикли \| 8,9% \| 8,4% \| \| Вантажівки \| 17,8% \| 17,6% \| \| Трактори \| 0,7% \| 0,7% \| \| Автобуси та ін. \| 3,0% \| 3,0% \| \| Усього автомобілів \| 11.922 шт. \| 11.759 шт. \| |            |            |
| Автомобілі, зареєстровані у місті, за призначенням |            |            |
| Рік | 2006 р.    | 2005 р.    |
| Приватні автомобілі | 69,5%      | 70,3%      |
| Мотоцикли | 8,9%       | 8,4%       |
| Вантажівки | 17,8%      | 17,6%      |
| Трактори | 0,7%       | 0,7%       |
| Автобуси та ін. | 3,0%       | 3,0%       |
| Усього автомобілів | 11.922 шт. | 11.759 шт. |

## Вживання каталанської мови
У 2001 р. каталанську мову у місті розуміли 95,7% усього населення (у 1996 р. - 97,6%), вміли говорити нею 85,7% (у 1996 р. - 
91,6%), вміли читати 82,5% (у 1996 р. - 84,8%), вміли писати 61,2
% (у 1996 р. - 61%). Не розуміли каталанської мови 4,3%.

## Політичні уподобання
У виборах до Парламенту Каталонії у 2006 р. взяло участь 7.291 осіб (у 2003 р. - 8.033 осіб). Голоси за політичні сили розподілилися таким чином:
| \| Вибори до Парламенту Каталонії \| Вибори до Парламенту Каталонії \| Вибори до Парламенту Каталонії \| \| Рік \| 2006 р. \| 2003 р. \| \| -------------------------------------- \| ------------------------------ \| ------------------------------ \| \| Конвергенція та Єднання (CiU) \| 42% \| 43,6% \| \| Соціалістична партія Каталонії (PSC) \| 15,3% \| 14,5% \| \| Народна партія (PP) \| 5,4% \| 5,8% \| \| Ініціатива за зелену Каталонію (IC) \| 8,5% \| 4,9% \| \| Республіканська лівиця Каталонії (ERC) \| 26,0% \| 30,3% \| \| Громадянська партія (C's) \| 0,4% \| 0,0% \| \| Інші \| 2,5% \| 0,9% \| |         |         |
| Вибори до Парламенту Каталонії |         |         |
| Рік | 2006 р. | 2003 р. |
| Конвергенція та Єднання (CiU) | 42%     | 43,6%   |
| Соціалістична партія Каталонії (PSC) | 15,3%   | 14,5%   |
| Народна партія (PP) | 5,4%    | 5,8%    |
| Ініціатива за зелену Каталонію (IC) | 8,5%    | 4,9%    |
| Республіканська лівиця Каталонії (ERC) | 26,0%   | 30,3%   |
| Громадянська партія (C's) | 0,4%    | 0,0%    |
| Інші | 2,5%    | 0,9%    |

У муніципальних виборах у 2007 р. взяло участь 7.230 осіб (у 2003 р. - 6.510 осіб). Голоси за політичні сили розподілилися таким чином:
| \| Муніципальні вибори \| Муніципальні вибори \| Муніципальні вибори \| \| Рік \| 2007 р. \| 2003 р. \| \| -------------------------------------- \| ------------------- \| ------------------- \| \| Конвергенція та Єднання (CiU) \| 44,6% \| 0,0% \| \| Соціалістична партія Каталонії (PSC) \| 13,4% \| 32,7% \| \| Народна партія (PP) \| 3,1% \| 5,8% \| \| Ініціатива за зелену Каталонію (IC) \| 5,9% \| 0,0% \| \| Республіканська лівиця Каталонії (ERC) \| 33,0% \| 56,0% \| \| Громадянська партія (C's) \| 0,0% \| 0,0% \| \| Інші \| 0,0% \| 5,4% \| |         |         |
| Муніципальні вибори |         |         |
| Рік | 2007 р. | 2003 р. |
| Конвергенція та Єднання (CiU) | 44,6%   | 0,0%    |
| Соціалістична партія Каталонії (PSC) | 13,4%   | 32,7%   |
| Народна партія (PP) | 3,1%    | 5,8%    |
| Ініціатива за зелену Каталонію (IC) | 5,9%    | 0,0%    |
| Республіканська лівиця Каталонії (ERC) | 33,0%   | 56,0%   |
| Громадянська партія (C's) | 0,0%    | 0,0%    |
| Інші | 0,0%    | 5,4%    |